# Eric Benz
Eric Benz (* 29. Februar 1980 in Köln) ist ein deutscher Schauspieler und Sänger.

## Leben
Benz hat zwei Brüder. Seine Karriere begann mit 10 Jahren in der Mini Playback Show. Dort sang er den Song Chantilly Lace von The Big Bopper und belegte den ersten Platz. Kurze Zeit später war er unter anderem in der ZDF-Serie Insel der Träume und der Dirk-Bach-Show zu sehen. 1997 bekam er die Rolle des Peter Vollendorf in der Fernsehserie Nikola. Noch größere Bekanntheit erlangte Benz in der Rolle des Nick Neuhaus (später Weigel), den er von 1997 bis 2000 bei Unter uns verkörperte. Zugunsten seiner Schauspielkarriere brach er die Schule in der 11. Klasse ab.
1997 veröffentlichte er die Single Unersetzlich. 1998 folgte Ich vermisse dich. Beide blieben jedoch weitgehend erfolglos.

## Filmografie
- 1996: Mit einem Bein im Grab
- 1997–2005: Nikola
- 1997–2000: Unter uns
- 2001: The Gift
- 2000: Hinter Gittern – Der Frauenknast
- 2000–2001: Nesthocker – Familie zu verschenken
- 2003: Bookies
- 2004: Besser als Schule

Gastauftritte
- 1996: Hallo, Onkel Doc!, Folge 2.6 Jonas
- 2003: SOKO 5113, Folge 23.12 Match over
- 2005: Die Wache, Folge 10.10 Eine Herzensangelegenheit

## Diskografie
- 1997: Unersetzlich (als Benz in Company)
- 1998: Ich vermisse dich